# Cottus poecilopus
Cottus poecilopus of wel de Siberische donderpad is een zoetwaterdonderpad die voorkomt in een groot deel van Zweden, Finland, Noordwest Rusland, verder populaties in de bovenlopen van riviertjes die in de Karpaten ontspringen en geïsoleerde populaties in Noord-Duitsland, Noord-Polen en Jutland (Denemarken). Vroeger werden populaties veel verder in Azië (Siberië) ook tot deze soort gerekend, vandaar de naam Siberische donderpad.
Deze vissoort behoort tot de 15 in Europa voorkomende soorten uit het geslacht Cottus. Dit zijn zoetwatervissen uit een familie van zowel zoet- als zoutwatervissen, de donderpadden.